# カタリナ・ウォーターズ
カタリナ・ウォーターズ（Katarina Waters、1980年11月10日 - ）は、イングランドのプロレスラー。

## 経歴
イギリスの団体FWAでキャリアを積み、2006年にWWEの傘下団体であるOVWに入団し、ケイティ・リーとして登場。
ベス・フェニックスと抗争した後、2008年にWWEに昇格。ポール・バーチルの妹というギミックでケイティ・リー・バーチルのリングネームで活動。2010年4月にWWEを解雇される。
8月にTNAに入団し、リングネームをウィンターに変更。2011年にTNA女子ノックアウト王座を獲得。

## 私生活
彼女は2019年10月11日に自身のTwitterでパンセクシャルであることを公表した。